# Oceánský pohár národů 2004
Oceánský pohár národů 2004 bylo sedmé mistrovství pořádané fotbalovou asociací OFC. Vítězem se stala australská fotbalová reprezentace.

## Kvalifikace
První dvě fáze Oceánského poháru národů 2004 byly zároveň kvalifikací na mistrovství světa ve fotbale 2006.

## Finále
| 9. října 2004       |          |                                                  |                                                                                                  |
| Šalomounovy ostrovy | 1:5      | Austrálie                                        | Lawson Tama Stadium, Honiara, Šalomounovy ostrovy diváci: 21 000 rozhodčí: O'Leary (New Zealand) |
| Batram Suri 60'     | (Report) | Skoko 5', 28' Milicic 19' Emerton 43' Elrich 79' | Lawson Tama Stadium, Honiara, Šalomounovy ostrovy diváci: 21 000 rozhodčí: O'Leary (New Zealand) |

| 12. října 2004                                                      |          |                     |                                                                                   |
| Austrálie                                                           | 6:0      | Šalomounovy ostrovy | Sydney Football Stadium, Sydney, Australia diváci: 19 208 rozhodčí: Rakaroi (FIJ) |
| Milicic 5' Kewell 8' Vidmar 60' Thompson 79' Elrich 82' Emerton 89' | (Report) |                     | Sydney Football Stadium, Sydney, Australia diváci: 19 208 rozhodčí: Rakaroi (FIJ) |

 Austrálie získala mistrovský titul po celkovém vítězství 11:1. Kvalifikovala se také na Konfederační pohár FIFA 2005. Stejné dva týmy se následně ještě jednou utkaly v září 2005 ve finálové fázi kvalifikace na MS 2006.